# 다미앙 페르키
다미앙 알베르 르네 페르키(프랑스어: Damien Albert René Perquis damjɛ̃ pɛʁkis[*], 폴란드어: ˈdamjɛn ˈpɛrkʲis, 1984년 4월 10일, 샹파뉴-아르덴 지방 트루아 ~)는 전 프로 축구 선수이자 현 가잘레크 아작시오 2군의 수석 코치이다.
수비수로 활약했던 그는 프랑스 청소년 국가대표팀에서 활약한 후 폴란드 시민권을 취득해 폴란드 성인 국가대표팀 경기에 출전했다. 그는 2020년에 18년의 현역 생활을 청산하고 은퇴했다.

## 사생활
페르키는 프랑스 트루아 출신이다. 그는 조모가 폴란드 혈통인 요제파 비에르아다. 그의 폴란드계 조상은 폴란드 중부 스트지제프코 출신이다. 그는 배우와 함께 2명의 자식을 슬하에 두고 있다.

## 클럽 경력

### 트루아
페르키는 트루아 유소년부를 졸업했다. 그는 트루아 소속으로 리그 2 경기에 2년 동안 출전했고, 이 시기에 리그의 최상급 선수로 평가되었다.

### 생-테티엔
2005년, 그는 리그 1의 생-테티엔으로 자유이적했다. 2년 동안, 그는 새 구단에서 큰 역할을 하지 못했고, 소쇼로 임대되었다. 초반에 고전하던 그는 기량을 되찾아 선발 명단에 다시 자신의 이름을 올렸다.

### 소쇼
2008년, 소쇼가 그를 완전 영입했다. 그는 총 146번의 경기에 출전해 11골을 기록했고, 2012년 여름에 구단을 떠났다.

### 베티스
2012년 여름, 페르키는 스페인의 베티스로 이적했다. 그는 스페인 무대에서 수 차례 부상으로 허덕였고, 베티스에서 3년을 머무르며 불과 32경기에 출전하는데 그쳤다.

### 토론토
2015년 1월 26일, 페르키는 베티스에서 방출되어 메이저 리그 사커의 토론토와 계약했다. 그는 2016년 7월 12일에 상호 계약 해지로 구단을 떠났다.

### 노팅엄 포리스트
2016년 7월 22일, 페르키는 노팅엄 포리스트와 2년 계약을 맺었다. 2016년 8월 27일, 그는 3-1로 이긴 리즈 유나이티드와의 안방 경기에서 첫 골을 기록했다. 2017년 7월 24일, 페르키와 노팅엄 포리스트는 상호 계약 해지로 결별했다.

### 가젤레크 아작시오
2017년, 페르키는 리그 2의 가젤레크 아작시오로 이적해 2년을 활약했다.

## 국가대표팀 경력
2008년 12월, 그는 폴란드 국가대표팀에서 활약할 의사를 드러냈다. 프란치셰크 스무다 폴란드 국가대표팀 감독은 2010년 7월에 이 사실을 알렸다. 2011년 1월, 페르키는 폴란드 시민권 취득 서류를 접수한 것으로 밝혀졌다. 그러나, 그의 가족이 필요한 서류를 빼먹으면서, 페르키의 시민권 취득 절차는 반려되었다. 스무다는 브로니스와프 코모로프스키 폴란드 대통령에게 시민권 신청에 관하여 요청했다. 페르키는 2011년 9월 1일자로 폴란드 시민권을 취득했다.
2011년 9월 6일, 페르키는 2-2로 그단스크에서 비긴 독일과의 친선경기에서 국가대표팀 신고식을 치렀다. 2012년 5월 26일, 그는 1-0으로 이긴 슬로바키아와의 친선경기에서 첫 골을 기록했다. 그는 유로 2012 최종 명단에 이름을 올렸다.

## 감독 경력
2020년 6월 15일에 사회 매체를 통해 은퇴 선언 후, 페르퀴는 가잘레크 아작시오 2군의 수석 코치가 되었다.

## 경력 통계

### 클럽
| 구단              | 시즌      | 리그             | 리그 | 리그 | 컵   | 컵 | 리그컵 | 리그컵 | 유럽 | 유럽 | 기타 | 기타 | 합계 | 합계 |
| 구단              | 시즌      | 리그명           | 출장 | 골   | 출장 | 골 | 출장   | 골     | 출장 | 골   | 출장 | 골   | 출장 | 골   |
| ----------------- | --------- | ---------------- | ---- | ---- | ---- | -- | ------ | ------ | ---- | ---- | ---- | ---- | ---- | ---- |
| 생-테티엔         | 2005–06   | 리그 1           | 15   | 0    | 0    | 0  | 0      | 0      | —    | —    | —    | —    | 15   | 0    |
| 생-테티엔         | 2006–07   | 리그 1           | 8    | 1    | 0    | 0  | 0      | 0      | —    | —    | —    | —    | 8    | 1    |
| 생-테티엔         | 2007–08   | 리그 1           | 0    | 0    | 0    | 0  | 0      | 0      | —    | —    | —    | —    | 0    | 0    |
| 생-테티엔         | 합계      | 합계             | 23   | 1    | 0    | 0  | 0      | 0      | —    | —    | —    | —    | 23   | 1    |
| 소쇼 (임대)       | 2007–08   | 리그 1           | 23   | 1    | 0    | 0  | 0      | 0      | —    | —    | —    | —    | 23   | 1    |
| 소쇼              | 2008–09   | 리그 1           | 36   | 2    | 0    | 0  | 0      | 0      | —    | —    | —    | —    | 36   | 2    |
| 소쇼              | 2009–10   | 리그 1           | 34   | 3    | 3    | 0  | 0      | 0      | —    | —    | —    | —    | 37   | 3    |
| 소쇼              | 2010–11   | 리그 1           | 35   | 5    | 3    | 0  | 0      | 0      | —    | —    | —    | —    | 38   | 3    |
| 소쇼              | 2011–12   | 리그 1           | 18   | 0    | 1    | 0  | 1      | 0      | 2    | 0    | —    | —    | 22   | 0    |
| 소쇼              | 2012–13   | 리그 1           | 0    | 0    | 0    | 0  | 0      | 0      | —    | —    | —    | —    | 0    | 0    |
| 소쇼              | 합계      | 합계             | 123  | 10   | 7    | 0  | 1      | 0      | 2    | 0    | 0    | 0    | 133  | 10   |
| 베티스            | 2012–13   | 라 리가          | 10   | 0    | 4    | 0  | —      | —      | —    | —    | —    | —    | 14   | 0    |
| 베티스            | 2013–14   | 라 리가          | 13   | 0    | 1    | 0  | —      | —      | 8    | 0    | —    | —    | 22   | 0    |
| 베티스            | 2014–15   | 세군다 디비시온  | 9    | 0    | 3    | 2  | —      | —      | —    | —    | —    | —    | 12   | 2    |
| 베티스            | 합계      | 합계             | 32   | 0    | 8    | 2  | 0      | 0      | 8    | 0    | 0    | 0    | 48   | 2    |
| 토론토            | 2015      | 메이저 리그 사커 | 25   | 1    | 1    | 0  | 0      | 0      | 0    | 0    | 0    | 0    | 26   | 1    |
| 토론토            | 2016      | 메이저 리그 사커 | 12   | 1    | 0    | 0  | 0      | 0      | 0    | 0    | 0    | 0    | 12   | 1    |
| 토론토            | 합계      | 합계             | 37   | 2    | 1    | 0  | 0      | 0      | 0    | 0    | 0    | 0    | 38   | 2    |
| 노팅엄 포리스트   | 2016–17   | 챔피언십         | 17   | 2    | 0    | 0  | 2      | 0      | —    | —    | 0    | 0    | 19   | 2    |
| 가잘레크 아작시오 | 2017–18   | 리그 2           | 22   | 0    | 1    | 0  | 1      | 0      | 0    | 0    | 0    | 0    | 24   | 0    |
| 가잘레크 아작시오 | 2018–19   | 리그 2           | 20   | 0    | 3    | 1  | 0      | 0      | 0    | 0    | 1    | 0    | 24   | 1    |
| 가잘레크 아작시오 | 합계      | 합계             | 42   | 0    | 4    | 1  | 1      | 0      | 0    | 0    | 1    | 0    | 48   | 1    |
| 경력 합계         | 경력 합계 | 경력 합계        | 297  | 16   | 20   | 3  | 4      | 0      | 10   | 0    | 1    | 0    | 332  | 19   |

1. ↑  사커웨이에는 2005-06 시즌 이전의 페르키 통계를 제공하지 않는다
2. ↑  강등 플레이오프전 출전 기록

### 국가대표팀 득점 기록
| 국가대표팀        | 연도 | 출장 | 골 |
| ----------------- | ---- | ---- | -- |
| 폴란드 국가대표팀 | 2011 | 6    | 0  |
| 폴란드 국가대표팀 | 2012 | 8    | 1  |
| 폴란드 국가대표팀 | 2013 | 1    | 0  |
| 합계              | 합계 | 14   | 1  |

아래의 점수에서 왼쪽의 점수가 폴란드의 득점이며, 점수 열은 페르키의 득점 상황을 나타낸다.
| # | 날짜            | 경기장                                    | 상대       | 점수 | 결과 | 대회     |
| - | --------------- | ----------------------------------------- | ---------- | ---- | ---- | -------- |
| 1 | 2012년 5월 26일 | 오스트리아 클라겐푸르트 뵈르터제 슈타디온 | 슬로바키아 | 1–0  | 1–0  | 친선경기 |